# Амурская улица (Орск)
Аму́рская у́лица — улица в Октябрьском районе города Орска Оренбургской области. Расположена в секторе частной застройки между улицами Цимлянского и Новосибирской, на юго-западе от Центрального парка культуры и отдыха. Названа решением горисполкома № 147 от 10.03.1953 года именем реки Амур.
Улица начала застраиваться в 1950-е годы. В настоящее время на улице расположено четыре одноэтажных кирпичных жилых дома.